# Pipa myersi
Pipa myersi é uma espécie de anfíbio da família Pipidae.
Pode ser encontrada nos seguintes países: Panamá e possivelmente na Colômbia.
Os seus habitats naturais são: florestas subtropicais ou tropicais húmidas de baixa altitude e rios.
Está ameaçada por perda de habitat.